# Diphthera festiva
Diphthera festiva är en fjärilsart som beskrevs av Fabricius 1775. Diphthera festiva ingår i släktet Diphthera och familjen nattflyn. Inga underarter finns listade i Catalogue of Life.

## Bildgalleri

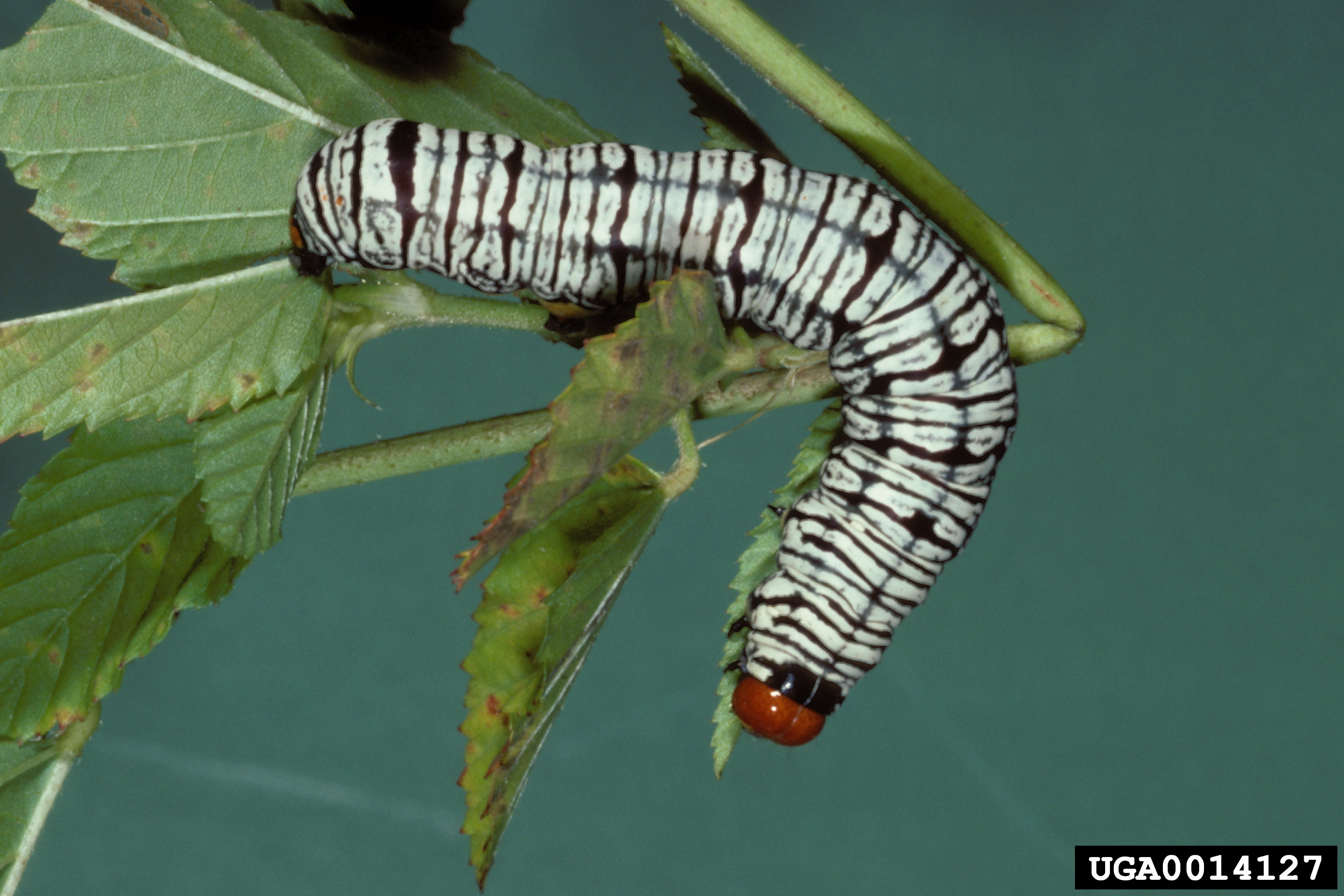
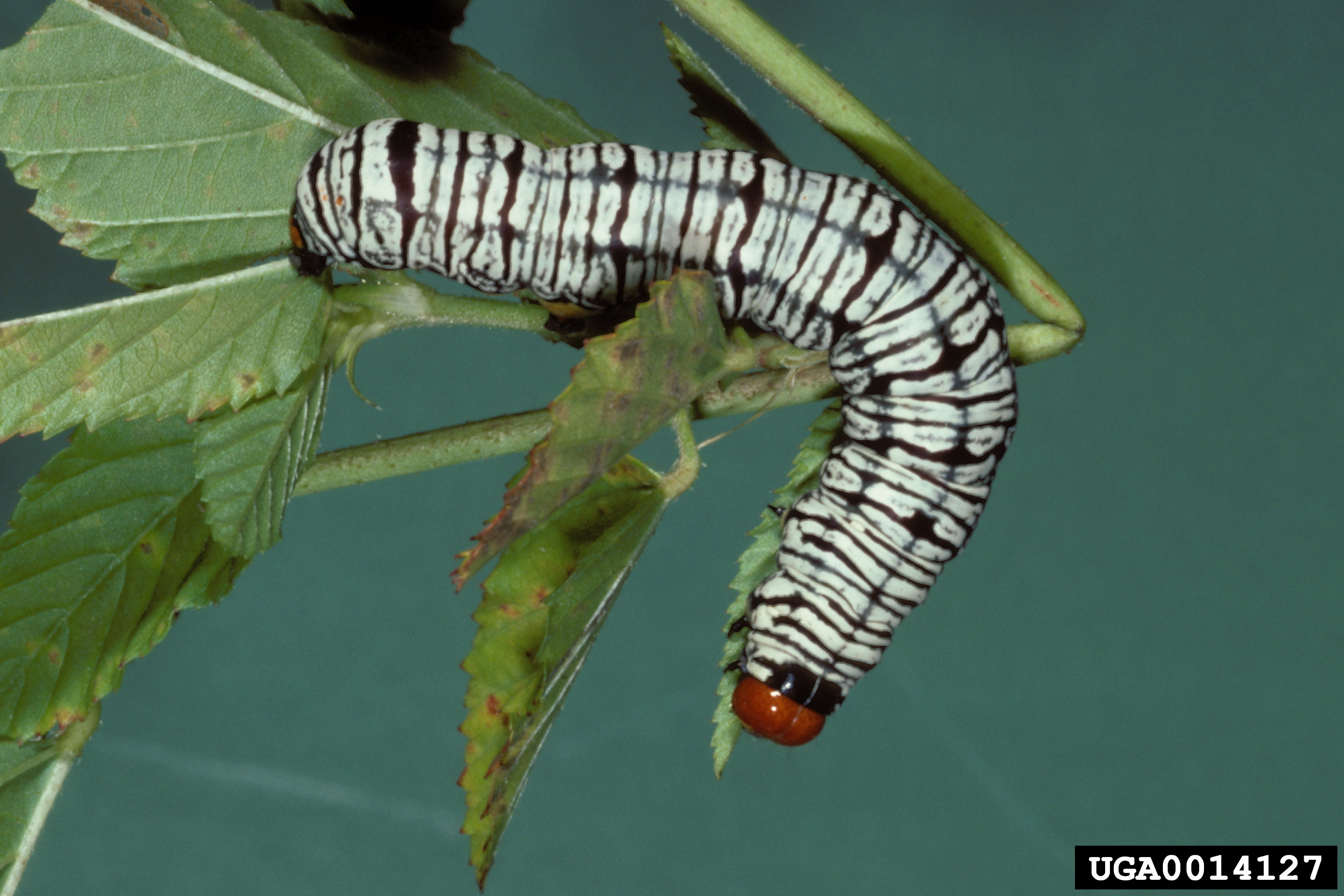